# Miranda do Corvo
Miranda do Corvo (mi'ɾɐ̃dɐ du 'koɾvu) è un comune portoghese di 13 069 abitanti situato nel distretto di Coimbra.

## Società

### Evoluzione demografica
| Popolazione di Miranda do Corvo (1801 – 2004) | Popolazione di Miranda do Corvo (1801 – 2004) | Popolazione di Miranda do Corvo (1801 – 2004) | Popolazione di Miranda do Corvo (1801 – 2004) | Popolazione di Miranda do Corvo (1801 – 2004) | Popolazione di Miranda do Corvo (1801 – 2004) | Popolazione di Miranda do Corvo (1801 – 2004) | Popolazione di Miranda do Corvo (1801 – 2004) | Popolazione di Miranda do Corvo (1801 – 2004) |
| --------------------------------------------- | --------------------------------------------- | --------------------------------------------- | --------------------------------------------- | --------------------------------------------- | --------------------------------------------- | --------------------------------------------- | --------------------------------------------- | --------------------------------------------- |
| 1801                                          | 1849                                          | 1900                                          | 1930                                          | 1960                                          | 1981                                          | 1991                                          | 2001                                          | 2004                                          |
| 6412                                          | 5891                                          | 12751                                         | 12608                                         | 12810                                         | 12231                                         | 11674                                         | 13069                                         | 13400                                         |

## Freguesias
- Lamas
- Miranda do Corvo
- Semide e Rio Vide (con Senhor da Serra)
- Vila Nova